# Juan Ruiz de Apodaca
Juan Ruiz de Apodaca, 1. hrabia Venadito (hiszp. Juan Ruiz de Apodaca, primer conde de Venadito, ur. 3 lutego 1754, Kadyks, zm. 11 stycznia 1835, Madryt) – oficer hiszpańskiej marynarki wojennej, wicekról Nowej Hiszpanii w okresie od 20 września 1816 do 5 lipca 1821. W czasie jego rządów miały miejsce walki o niepodległość Meksyku.